# Наградна система на Българската православна църква

## Предистория
Наградната орденна система на Българската православна църква (БПЦ) закъснява спрямо останалите православни църкви със 73 години, заради схизмата, наложена през септември 1872 г. от Вселенската патриаршия.
В канцеларията на Св. Синод няма запазени никакви документи и правилници, свързани с орденската система на БПЦ, както и списъци, кога и на кого са били връчвани ордени и медали.

### Медальон „Св. Александър Невски“
По повод освещаването на храм-паметника „Св. Александър Невски“ (12 – 14 септември 1924 г.) е учреден едноименен орден. От едната страна на медальона има изобразен лика на св. Александър Невски, а от другата – изглед на новия храм-паметник. С негови варианти били уважени видните гости:
- златен – на цар Борис III;
- позлатен – на всички митрополити и министри;
- посребрен – на епископите и народните представители;
- бронзов – на всички останали поканени от Св. Синод гости.

През 1930 г., Св. Синод награждава четирима унгарци, със заслуги за българското църковно дело в Будапеща. Били им изпратени четири позлатени медальона „Св. Александър Невски“, поставени в особени кутийки. Подобен медальон и една българска Библия с луксозна подвързия били изпратени и на г-н Ст. П. Чомаков, управляващ българската царска легация в Будапеща.

### Сваляне на схизмата
През февруари 1945 г. схизмата над БПЦ била вдигната. А през пролетта на 1962 г. българска църковна делегация, начело с патриарх Кирил решила, извършила историческа визита на Вселенската патриаршия, на източните патриаршии Йерусалимска, Антиохийска и Александрийска и на Гръцката православна църква с посещение и на Света гора. По този повод бил обявен конкурс между българските художници за изработване на орден и значка с лика на св. Йоан Рилски. Премията за първо място била 1000 лв., а за втора – 500 лв.

## Ордени на БПЦ

### Орден „Св. Йоан Рилски“
През пролетта на 1961 г. е учреден първият български църковен орден – „Св. Йоан Рилски“ в две степени: златен и сребърен. Специалната значка, с образа на светеца, също в две степени, изпълнявала функцията на медал.

### Орден „Св. Климент Охридски“
| Лице | Гръб |

Орден „Св. Климент Охридски“
Вторият църковен орден – „Св. Климент Охридски“, е учреден през 1966 г. по повод на юбилейното честване на 1050-годишнината от блажената кончина на светеца. Ордена е в две степени.

### Орден „Св. Кирил и Методий“
Третият църковен орден е учреден в началото на 1969 г. по повод на 1100-годишнината от блажената кончина на св. Кирил-Константин Философ. Има две степени – златен и сребърен, както и съответен медал, също в две степени.

### Орден „Св. Иван Рилски“
Юни 1976 г. с „най-високия църковен орден „Св. Иван Рилски“ – І степен, е награден госта на БПЦ Негово Блаженство Серафим, архиепископ Атински и на цяла Гърция.

### Орден „Св. цар Борис“
| Лице |

Орден „Св. цар Борис"
По повод 1300-годишнината от създаването на Българската държава през пролетта на 1979 г. Св. Синод учреждава най-високият орден в системата на БПЦ – „Св. цар Борис – Покръстител“, златен. Първи с този орден е награден Българският патриарх Максим по повод неговата 65-годишнина на 29 октомври 1979 г.

### Орден „Св. Софроний Врачански“
| Лице | Гръб |

Орден „Св. Климент Охридски“ – II степен
Последният църковен орден е „Св. Софроний Врачански“, в две степени.
По повод на 250-годишнината от рождението на св. Софроний Врачански и честванията във Враца юбилейни чествания от 30 юни до 2 юли 1989 г. с този орден са наградени тогавашният кмет на града г-н Асен Недялков и други гости от чужбина. Други участници са наградени с бронзов медал „Св. Софроний Врачански“.

## Ордени на епархии

### Орден „Свети апостол Ерм“
Най-високото църковно отличие на Пловдивска епархия е орденът „Свети апостол Ерм“.
И др.

## Други медали

### Юбилеен медал „25 години Българска патриаршия“
25-годишнината от възобновяването на Българската патриаршия през 1978 г. е повод за учреждаването на юбилеен медал „25 години Българска патриаршия“, който е връчен на гостите, поканени на тържеството.